# Dār Ḩowẕ
Dār Ḩowẕ (persiska: دار حوض) är en ort i Iran.   Den ligger i provinsen Lorestan, i den västra delen av landet, 400 km sydväst om huvudstaden Teheran. Dār Ḩowẕ ligger 1 343 meter över havet och antalet invånare är 278.
Terrängen runt Dār Ḩowẕ är kuperad åt nordost, men åt sydväst är den bergig. Dār Ḩowẕ ligger nere i en dal.Runt Dār Ḩowẕ är det ganska tätbefolkat, med 72 invånare per kvadratkilometer. Närmaste större samhälle är Khorramābād, 17,1 km söder om Dār Ḩowẕ. Omgivningarna runt Dār Ḩowẕ är i huvudsak ett öppet busklandskap.